# کاستلنووو براردنجا
کاستلنووو براردنجا (به ایتالیایی: Castelnuovo Berardenga) یک کومونه در ایتالیا است که در استان سیه‌نا واقع شده‌است.

## خصوصیات
کاستلنووو براردنجا ۱۷۷٫۰ کیلومترمربع مساحت و ۸٬۸۴۷ نفر جمعیت دارد و ۳۵۱ متر بالاتر از سطح دریا واقع شده‌است.